# Il re leone: La grande avventura di Simba
Il re leone: La grande avventura di Simba (The Lion King: Simba's Mighty Adventure) è un videogioco basato dal successo dei film d'animazione della Walt Disney Pictures Il re leone del 1994 e Il re leone II - Il regno di Simba del 1998. Il titolo è stato pubblicato dalla Activision nel 2000, anno in cui è disponibile su Game Boy Color e PlayStation.

## Trama
Come il precedente videogioco Il re leone, anche questo è la rivisitazione degli eventi dei due film d'animazione; esso ripercorre la storia del leone Simba, che sfidò il suo malvagio zio Scar, e salvò Kiara, per poi battersi con la perfida e vendicativa Zira.